# Ести
Ести (лат. Aesti, Aestii) су према римском историчару Тациту били древни становници који су насељавали подручје данашњих прибалтичких држава, тадашње Естије (лат. Aestui). Овај назив за становнике подручја источно од данашње Шведске на обалама Балтичког мора Тацит је први пут употребио у свом капиталном делу De Origine et situ Germanorum из 98. године.
Према неким историографским истраживања, древна Естија се налазила на подручју данашње Калињинградске области Руске Федерације, а иако само име има велику фонолошку сличност са именом савремене државе Естоније, верује се да између њих не постоје никакве директне историјске везе. Географски и етнолингвистички докази говоре да су древни Ести у ствари били заједничко име за балтичке народе.